# 405

405(사백오)는 404보다 크고 406보다 작은 자연수다.

## 수학
- 합성수로, 그 약수는 총 10개다. (1, 3, 5, 9, 15, 27, 45, 81, 135, 405)
  - 405의 진약수의 합은 321이므로, 405는 부족수다.
- 9번째 십삼각수다. 앞의 십삼각수는 316, 다음은 505다.
- 9번째 오각뿔수다. 앞의 오각뿔수는 288, 다음은 550이다.
- {\displaystyle 405=96+133+176}
  - 연속하는 세 팔각수의 합으로 나타낼 수 있는 수다. 이 성질을 지닌 앞의 수는 294, 다음 수는 534다.
- {\displaystyle 405=9^{2}+18^{2}}
  - 연속하는 두 개의 {\displaystyle 9n}({\displaystyle n}은 자연수)의 제곱합으로 나타낼 수 있는 가장 작은 수다. 이 성질을 지닌 다음 수는 1053이다.
- {\displaystyle 405=4^{3}+5^{3}+6^{3}}
  - 연속하는 세 자연수의 세제곱합으로 나타낼 수 있으며, 이 성질을 지닌 앞의 수는 216, 다음 수는 684다.
- {\displaystyle 82^{4}-1}은 405로 나누어떨어진다.

## 과학·기술
- NGC 405(영어판): 봉황자리 방향에 있는 항성.
- HTTP 405 (Method Not Allowed→허용되지 않은 방법): 요청한 방법이 서버에서 허용되지 않은 방법일 때 웹 서버가 보내는 HTTP 상태 코드.

## 교통

### 철도
- 수도권 전철 4호선 진접역의 역번호.
- 부산 도시철도 4호선 충렬사역의 역번호.

### 도로
- 일본 405번 국도(일본어판): 군마현 아가쓰마군 나카노조정에서 니가타현 조에쓰시까지 이어지는 일본의 국도.
- 현도 제405호선

## 군사
- U-405(영어판, 독일어판): 제2차 세계 대전에 사용된 나치 독일의 군용 잠수함.

## 문화유산
- 대한민국의 보물 제405호: 단양 향산리 삼층석탑
- 대한민국의 사적 제405호: 익산 제석사지

## 작품
- 《405》(2000): 미국의 항공 영화.

## 기타
- 날짜: 4월 5일
- 연도: 405년, 기원전 405년